# Кунен, Ян
Ян Кунен (нидерл. Jan Kounen, 2 мая 1964 года, Утрехт, Нидерланды) — французский кинорежиссёр, сценарист, оператор, актёр, продюсер, клипмейкер.

## Биография
Ян Кунен родился 2 мая 1964 года в нидерландском городе Утрехт.
Получил художественное образование, учился снимать кино и делать анимацию в институте декоративных искусств во Франции (г. Ницца). В 1988 году Ян Кунен снял короткометражные фильмы 8 мм (Soft) и 16 мм (Yellow Death — the Broadword), а также анимационную ленту для голландского телевидения, его работы получили награду — национальный диплом за высокую выразительность. После окончания учёбы работал ассистентом оператора, режиссёром видеоклипов и документальных фильмов, а также оператором в имиджевом агентстве.
Короткометражный фильм Яна Кунена «Жизель Керосин» («Gisele Kerozene»)  (1989) получил Гран При (Prix du Court-Métrage) на фестивале в городе Авориаз.
В 1990 году Кунен много работает, часто сразу над несколькими проектами. Снимает рекламу во Франции, Германии, Англии для известных мировых брендов, таких как Нестле, Пежо, Адидас, Кока-кола, Тойота, Танг, Гордонс Джин, Мико и др. Снимает музыкальное видео для Эльмер Фут Бит, Паулин Истер. Особенно заметными стали 4 его работы для поп-группы Erasure (Voulez-vous, Lay all your love on me, S.O.S., Always).
Вместе с Карло Баутини в 1991 году Ян Кунен написал сценарий фильма «Вибробой» («Vibroboy») и в 1993 году поставил его. На фестивале в Клермон-Ферране он был удостоен приза за необычный видеоряд. Следующей работой режиссёра стал фильм «Капитан Икс» («Capitaine X»), он был незакончен, и сразу же за ним последовал короткометражный музыкальный фильм «Последняя Красная Шапочка» («Le Dernier Chaperon rouge») с выдающейся хореографией Филиппа Декуфле, прекрасными костюмами и декорациями, главную роль в котором сыграла Эммануэль Беар.
В 1995 году Ян снял свою первую полнометражную, противоречивую картину, криминальный боевик «Доберман», в котором главную роль (преступника, получившего при крещении свой первый пистолет) сыграл Венсан Кассель, а его глухонемую подружку — Моника Беллуччи.
Во время подготовки к съёмкам своего фильма-вестерна «Блуберри», проходившей в Перу и Мексике, Ян Кунен много времени посвятил изучению шаманизма и культуры племён Шипибо-Конибо, практически влюбившись в неё. Он провёл там несколько месяцев, в результате чего на свет появился его документальный фильм «Другие миры» («D’autres mondes», 2004). Сама же картина «Блуберри», то есть второй полнометражный игровой фильма Яна Кунена, вышел на экраны во Франции в феврале 2004.
Но, пожалуй, наибольшую славу режиссёру принесла одноимённая экранизация скандально известного романа Фредерика Бегбедера «99 франков», разоблачающая методы манипулирования людьми представителями индустрии рекламы. Девизом Кунена в этом фильма стало изречение — «То, что ты не в состоЯнии изменить, надо хотя бы описать», что он в данном фильме азартно и талантливо, с использованием профессионального опыта, делает. Хотя в некоторых моментах его выносит далеко за пределы рамок кино, туда где начинается эпатаж…любой ценой — чтобы продать и получить максимум денег за свой продукт, словно он и есть тот самый ненавистный его герою Октаву Паранго йогурт СтарЛайт. Странное название этого фильма-йогурта и положенного в его основу романа «99 франков» — просто-напросто продажная цена книги во французских магазинах. Талантливо, но чудовищно раскрепощенно, сыграл в фильме «99 франков» главную роль рекламщика, сначала пластилиново очаровательного, а затем взбунтовавшегося, французский «чаровник» Жан Дюжарден.
В 2008 году Ян Кунен был приглашён для работы в совместном проекте — фильм «8», состоящий из 8 киноновелл разных режиссёров. Каждая из них показывает точку зрения известного киномастера на одну из глобальных мировых проблем (по списку ООН). Фильм Кунена носит название «История Паншин Бека» и посвящён проблемам материнского здоровья.
Зрителям кинофестиваля в Каннах 2009 на сладкое была предложена новая лента Яна Кунена «Коко Шанель и Игорь Стравинский» (Анна Муглалис и Мэдс Миккельсен в главных ролях Коко и Игоря), посвящённая любви великого модельера Коко и русского музыканта, в результате которой родилась… композиция духов, приобретшая на долгое годы мировую славу — Шанель № 5. В октябре на фестивале кино в Цюрихе, в знак поддержки режиссёра Романа Полански, Ян Кунен отозвал свою картину, которая должна была закрывать кинопраздник. .

## Фильмография
- 2020 — «Мой кузен» / Mon cousin, игровой, цветной;
- 2019 — «Аяуаска» / Ayahuasca: Kosmik Journey, короткометражный, игровой, цветной;
- 2016 — «Вейп-вейв» / Vape Wave, документальный, игровой, цветной;
- 2016 — «Путешествие» / Mère Océan, документальный, цветной;
- 2012 — «Полёт с аистами» / Flight Of The Storks, сериал, цветной;
- 2011 — «Право на «лево»» / Les infidèles, игровой, цветной;
- 2009 — «Гражданин герой» / Citizen Hero, сценарий;
- 2009 — «Коко Шанель и Игорь Стравинский» / Coco Chanel&Igor Stravinsky, игровой, представлен в Каннах 2009;
- 2008 — «8» / Eight, сборник-киноантология восьми режиссёров;
- 2007 — «99 Франков» / 99 Francs, игровой, цветной;
- 2005 — «Даршан» / Darshan — The Embrace, документальный фильм о Мата Амританандамайи;
- 2006 — «История Паншин Бека» / Story of Panshin Beka, документальный;
- 2004 — «Блуберри» / BlueBerry/Renegade, вестерн, 35 мм, цветной;
- 2003 — «Другая Реальность» / Another Reality, документальный, DV, 16 мм, цветной;
- 2000 — «Другие Миры» / Other Worlds, документальный, DV, цветной;
- 1997 — «Доберман» / Dobermann, игровой, криминальный экшн, 35 мм, цветной;
- 1996 — «Последняя Красная Шапочка», музыкальное видео, короткометражный, игровой, цветной;
- 1993 — «Вибробой» / Vibroboy, 35 мм, игровой, цветной, приз фестиваля в Клермон-Ферране за необычный видеоряд;
- 1991 — L’age de plastic, музыкальное видео, короткометражный, игровой, 35 мм, чёрно-белый;
- 1989 — «Жизель Керосин» / Gizele Kerozene, короткометражный, игровой, 35 мм, цветной, получил Гран При фестиваля в г. Авориаз;
- 1987 — «Вирус» / Het Virus, анимация, 1’30";
- 1987 — «Софт» / Soft, анимация, цветной, 5';
- 1986 — «Приключения Джефа Близарда» / Les aventures de Jeff Blizzard, игровой, 16 мм, 4’30", в соавторстве с Патриком Сегуи.

Рекламные ролики:
- Смирнофф (Smirnoff) — 1999;
- Ильсе (Ilse) — 1999;
- Пежо 806 (Peugeot 806) — 1998;
- Вакарди Риго (Bacardi Rigo) — 1998;
- Вест Лайт (West Light) — 1995;
- Борзин(Boursin) — 1995;
- Магги (Maggie) — 1995;
- Дата Дженерал (Data General) — 3x30";
- Фостерс (Fosters) — 40";
- Кока-Кола (Coca-cola) — 30";
- Адидас (Adidas) — 60" ;
- Мико (Miko) — 20";
- Голд Бир (Gold Beer) — 60";
- Басс (Bass) — 2x30";
- Гордонс Джин (Gordon’s Gin) — 40";
- Танг (Tang) — 20";
- Натс (Nuts) — 20";
- Паулин Истер (Pauline Ester) — 20";
- Бон Вояж (Bon Voyage) — 20";
- Клаш (Clash) — 20";
- Комбат (Combat) — 20".

Видеоклипы:
- «Touche d’espoir» — Assassins, 1994;
- «Chaval» — Chihuahuas, 4’30";
- «Le monde est fou» — Pauline Ester — 3’30";
- «Le plastique c’est fantastique» — Elmer food beat, 4';
- «Daniela» — Elmer food beat, 3’30";
- «Voulez vous» — Erasure, Abba, 5’4";
- «Lay all your love on me» — Erasure, Abba, 4’30";
- «Always» — Erasure 4';
- «Run to the sun» — Erasure 3’30".